# Associação Atlética da Universidade Nilton Lins
A Associação Atlética da Universidade Nilton Lins é uma associação poliesportiva da Universidade Nilton Lins, de Manaus, capital do estado do Amazonas. É um clube de grande tradição nos esportes de quadra como Handebol e Vôlei, onde é multicampeão. Disputou também torneios federados de Futsal, Basquete e Futebol, além de disputar as mais diversas modalidades em torneios escolares e universitários. 

## Modalidades
O campus da Universidade Nilton Lins conta com campos e quadras que possibilitam a ampla pratica esportiva. Através disso criou sua Associação Atlética, para dispor a seus estudantes a pratica de esportes e também atrair estudantes com destaques nas mais diversas modalidades através de bolsas. No seu campus são praticados esportes como hipismo, futebol americano, vôlei, futebol e futsal, entre os mais diversos que podem ser citados. Essa pratica levou a Nilton Lins a disputas de elevado nível em âmbito universitário nacional, disputando primeiras divisões de ligas universitárias. A prática esportiva também o tornou um dos mais fortes times federados do estado no Handebol. No vôlei, já disputou diversas vezes as divisões nacionais da principal Liga, sendo algumas vezes campeão do Norte. Hoje os times da Nílton Lins são parte da elite do esporte manauara em diversas modalidades.

## Vôlei

### Títulos
- Liga do Desporto Universitário de Quadras(M) - 2017[1]
- Liga Norte Sub23(M) - 2015
- Campeonato Amazonense de Vôlei Sub17(M) - 2019
- Campeonato Amazonense de Vôlei Juvenil(M) - 2014

## Handebol

### Títulos
- Campeonato Amazonense de Handebol(M) - 2007-2010-2014
- Campeonato Amazonense de Handebol(F) - 2007-2008-2010-2011-2012

## Futebol Feminino
O Futebol Feminino do Amazonas passou por forte reestruturação em 2008 e nesses primeiros anos a equipe da Nilton Lins se apresentou com importante força para as disputas. O clube foi bicampeão em 2008-2009, garantindo assim o direito de representar o Amazonas na Copa do
Brasil. Em 2009, desgostosos com o que aconteceu na Copa do Brasil de 2008, a equipe perdeu força.
Copa do Brasil de Futebol Feminino de 2008
- 1ªF - Nilton Lins  4-0 São Raimundo-RR - Classificou-se por vencer o adversário fora por mais de dois gols de diferença;
- 2ªF - Nilton Lins  1-1 - 4-0 Genus - Classificou-se pelo número de pontos;
- QF - Nilton Lins  2-1 - 0-0 Boa Vontade - O clube se classificou em campo, mas foi eliminado por punição após irregularidades.

Copa do Brasil de Futebol Feminino de 2009
- 1ªF- Nilton Lins  0-3 - 2-0 São Raimundo-RR - Eliminado na Primeira Fase

### Títulos
- Campeonato Amazonense de Futebol Feminino: 2 (2008 e 2009)

## Futebol Profissional Masculino
Com a volta da Série B do Campeonato Amazonense de Futebol, a universidade foi convidada a ter uma equipe profissional e disputá-la. Assim, filiou-se à Federação Amazonense de Futebol e disputou a primeira edição profissional da Segunda Divisão do futebol do estado. Além dessa, a equipe disputou mais duas edições da segunda divisão, sem sucesso, licenciou-se para nunca mais voltar.

### Campeonato Amazonense - 2ª Divisão
| Ano  | Posição |
| 2007 | 6º      |
| 2008 | 6º      |
| 2009 | 4º      |